# Syndicat mixte des transports publics (Dunkerque)
Le Syndicat Mixte des Transports Publics (SMTP) était le réseau de transports en commun de la communauté urbaine de Dunkerque qui desservait de 1972 à 1998 les communes de Armbouts-Cappel, Bray-Dunes, Cappelle-la-Grande, Coudekerque-Village, Coudekerque-Branche, Dunkerque, Grande-Synthe, Leffrinckoucke, Téteghem, Zuydcoote ainsi que la ville belge d'Adinkerque en liaison estivale de 1995 à 1998 et la commune d'Uxem dans la communauté de communes de Flandre (CCF), située dans le département français du Nord.
Ce réseau était exploité par la société des transports de Dunkerque et extensions qui exploite aujourd'hui DK'Bus et par Cotaxi pour le service Noctibus.
Le réseau était composé de neuf lignes principales, de neuf lignes secondaires, d'une ligne estivale et des services spéciaux (Illico : Étoile, Handibus et Noctibus).
Cariane Littoral assurait les services de la ligne A pour l'ouest mais était indépendante du réseau.
Depuis, le réseau de la communauté urbaine de Dunkerque est DK'Bus.

## Histoire

### Les débuts
Le 1er juillet 1972, le Syndicat mixte des transports publics (SMTP) est créé pour pallier le besoin des transports collectifs que l'automobile ne peut compenser. C'est le début de la réorganisation de la Communauté urbaine de Dunkerque.
Quelques mois plus tard, le 17 novembre 1972, le périmètre urbain de l'agglomération dunkerquoise est étendu au périmètre de la Communauté urbaine par arrêté ministériel.
Le 29 juin 1973, la Communauté urbaine de Dunkerque se substitue au département pour l'exercice du pouvoir concédant.

### La restructuration
En 1973, le service de transports à la demande pour les personnes handicapées, Handibus, est mis en service.
En 1974, Les études de restructuration du réseau de transport en commun débutent.
Deux ans après le début des études de restructuration, le 1er juillet 1976, le nouveau réseau d'autobus est mis en service avec un contrat pour la Société des transports de Dunkerque et extensions (STDE)
En 1977, la décision de construire un nouveau dépôt est prise.
Le 1er septembre 1979, le tarif unique est appliqué tout comme la correspondance gratuite. Une carte de libre circulation sur le réseau est créée, il s'agit de la Carte Marine.
Le 1er décembre 1979, le premier autobus standard de type Renault PR 100 est mis en service.
Au mois d'octobre 1980, les travaux du nouveau dépôt de bus débutent. Ce dépôt sera situé à Petite-Synthe, rue de l'Abattoir. Les travaux s'achèveront en janvier 1982.
Au mois de juillet 1982, un nouveau plan de transport est en préparation.

### Des autobus articulés aux dessertes versZuydcooteetBray-Dunes
En 1982, la commune d'Uxem est desservie par la ligne 4 et sa branche 4A. Au mois de septembre de la même année, les autobus articulés de type Renault PR 180 sont mis en service.
Le 1er janvier 1984, le contrat entre la Communauté urbaine de Dunkerque et la STDE est renouvelé.
En 1988, les autobus standards Renault R312 sont mis en service.
En 1992, l'autobus n°601, un Renault PR 180, est décoré pour la jeunesse. En février 1992, l'expérience colza ROULONS-RESPIRONS est mis en place sur six véhicules. En juin, la Navette Plage entre la gare de Dunkerque et Malo Plage est mis en place. En novembre, le programme "sécurité de circulation" DEFI, Détermination-Ensemble-Formation-Information. Au début de l'année 1992, un site propre entre Saint-Pol-sur-Mer et Dunkerque est créé en doublant le pont des Bateliers.
Au cours du second semestre de l'année 1992, une voie réservée aux bus d'une longueur de 400 mètres est mise en service entre le stade Marcel Tribut et le pont de Rosendaël.
En 1994, la ligne A, qui relie Bray-Dunes et Gravelines est restructurée. Les indices 2 et 2B, ayant respectivement pour terminus Leffrinckoucke Dunes et Leffrinckoucke Poste sont échangés afin de desservir Zuydcoote et Bray-Dunes avec l'indice 2B. Le premier Rallye Bus a lieu
En septembre 1994, le Taxibus est mis en place entre Malo-les-Bains et Grande-Synthe
En 1995, la liaison estivale entre Dunkerque et La Panne est mise en place.

### La fin
En 1995, des différends entre la communauté urbaine de Dunkerque et le SMTP apparaissent
En 1996, la suppression du SMTP débute.
Le 10 septembre 1997, la tarification sociale pour les enfants âgés de 4 à 18 ans est mise en place.
Le 30 décembre 1997, le SMTP est dissout. La communauté urbaine de Dunkerque devient la seule autorité organisatrice à la suite d'une décision du Conseil d'État.
Le 23 juin 1998, le SMTP est remplacé par DK'Bus Marine, le nouveau nom du réseau de transport en commun de Dunkerque inauguré par le maire de Dunkerque de l'époque Michel Delebarre.

## Modifications du réseau depuis sa création

### En 1972
Le Syndicat Mixte des Transports Publics est créé. Quatre lignes sans indices desservent l'agglomération. La ligne 1, de Rosendaël à Grande-Synthe, dessert les arrêts Lieutenant, Tente Verte, Canis, Alsace, Eglise, Résistance, Chruchill, Hôpital, Carnot, Stade, Pompiers, Royer, Jean Bart, République, Gare, 11 novembre (sens Malo-les-Bains), Pranard, Trystram, La Villette, Avenue de la Cité, Louis XIV, Pont Ghesquière, Rue Deschamps, Concorde, Avenue Desmidt, Achille Pères, Saint-Nicolas, Artois avant d'arriver à Grande-Synthe. La ligne 2, de Leffrinckoucke à Saint-Pol-sur-Mer, dessert les arrêts 1er Mai, Passerelle-Mairie, Leffrinckoucke Gare, Avenue du Large, Manet, Laënnec, Lycée Polyvalent, Margate, Reynaert, Avenue de la Mer, Voltaire, Europe, Grévy, Glacis, Victoire, Hôtel de Ville, Jean Bart, République, Gare, 11 novembre (sens Leffrinkoucke), Pranard, Trystram, Faidherbe, Ployard, Eglise, Mairie, Foch, Flamand, Cimetière, Bayard, Cygnes et Egalité. La ligne 3, de Malo-les-Bains à Coudekerque-Branche. La ligne 4.

### En 1976
Le réseau est renforcé :
- La ligne 1 est déviée entre La Villette et Concorde pour desservir les nouveaux arrêts Banc Vert, Swaen, Louis XIV, D'Esperey, Pitilion, J. Zay et Mairie.
- La ligne 2 est prolongée :
  - À l'ouest : depuis Malo Terminus, une nouvelle branche est créée pour desservir les nouveaux arrêts Schweitzer et Leff. Poste, et les arrêts Les Dunes et L'Herminier sont créés.
  - À l'est : l'indice 2 allant au-delà de Flamand est remanié 2A, qui est prolongé jusque Usinor-Grande-Synthe pour desservir Lapin Blanc, Progrès, Triangle, Amirauté, Moulin et Vallourec, et le nouvel indice 2 dessert Aurore, Hirondelles, Cassel, Picardie, G. Sand, S. Allende, S. Papin Réaumur, Daudet, St-Jacques pour arriver à Chopin, son terminus.
- La ligne 3 est prolongée de Tuenne jusque Malo CES Camping en passant par Clinique Villette, Avenue de la Mer, Choiseul, Britannia, Parc des Sports et Guérin.
- La ligne 4 subit un raccourcissement. De la Gare, elle dessert à présent République, Jean Bart, Royer et fait terminus à Pompiers.

De nouvelles lignes et nouveaux indices apparaissent aussi :
- La ligne 3A, reprenant l'itinéraire de la ligne 3 jusque Delory, dessert ensuite Moulin, Arago, Ste Germaine,Béranger, Lycée Technique avant d'atteindre le terminus.
- La ligne 5, de Liberté jusque Lotissement Steendam, dessert Blonde, Espérance, P. Curie, R. Rolland, E. Dolet, Ferrer, Trystram, Pranard, Gare, République, Jean Bart, Royer, Pompiers, Quai Jardins, Cimetière, Corderies, Walcker, Peupliers, Hoche et Capucines.
- L'indice 5A, prolongement entre Lotissement Steendam et l'ancienne Mairie de Coudekerque-Branche, dessert Ledru Rollin, Berry, Weill, Boernhol, République et Gaz.
- La ligne 6 et son indice 6A sont créés pour desservir Téteghem.

### En 1980
Deux lignes et cinq indices apparaissent pour supporter les dessertes industrielles :
- La ligne 7, de Dunkerque à Mardyck, dessert Dunkerque Gare, Samaritaine, B.C.M.O., Raffinerie B.P., Progrès, Moulin, Palais du Littoral, Auchan, Pont à Roseaux, Port Fluvial, Place du Village, Rue du Nord, Copenor, Le Clipon et Port Ouest Gare Maritime.
- La ligne 8, de Dunkerque à la Zone Industrielle de Petite-Synthe, dessert Jean Bart, République, Gare, Pranard, Trystram, Faidherbe, Ployard, Église, Mairie, Foch, Aurore, Hirondelles, Cassel, A. Pèrès, Bichat, I.M.E.D., A. Carrel, Gironde, A.F.P.A., Nouvelles Galeries et Dickson.
- L'indice 1A, de Banc Vert à Vallourec, dessert la même partie que la ligne 1 jusque Picardie pour ensuite desservir Progrès, Triangle, Amirauté et Moulin.
- L'indice 2AM, de Leffrinckoucke Les Dunes jusque Copenor, dessert la même partie que la ligne 2A jusque Progrès pour ensuite desserte Picardie, G. Sand, S. Allende, D. Papin Réaumur, Pasteur, Palais du Littoral, Usinor-Grande-Synthe, Gare Routière Usinor, Air Liquide, Raffinerie C.F.R., Appont. Pétrolier, Lafarge, C.M.P. Stocknord, Place du Village et Rue du Nord.
- L'indice 3ACV, de Jean Bart jusque Coudekerque-Village Bois des Forts, dessert la même partie que la ligne 3A jusque Lotissement Steendam pour desservir Pont des Moëres, Ferme Lebecque, Carrefour D72/D2 C.D.2 Uxem, Pont au Coq et Mairie de Coudekerque-Village.
- L'indice 4A, de Verlomme à Coudekerque-Est, dessert la même partie que la ligne 4 jusque Mairie Annexe pour ensuite desservir République, Delory, Moulin, Arago, Ste Germaine, Pt. P. Bert, Walcker, Peupliers, Hoche, C.E.S pour enfin faire terminus entre Hazebrouck, Lomme et Calais.
- L'indice 8A, suivant le tronc commun jusque A. Carrel, dessert Hernu Perron, L.E.P. Auto, Garibaldi et Centre Routier.

L'indice 5A est supprimé.

### En 1982
Le réseau subit de lourdes modifications. Quatre lignes et trois indices sont modifiés :
- La ligne 1 va jusque jusque Villette et dessert Av. de la Cité, Louis XIV, Pont Ghèsquière, Rue Deschamps, Concorde avant de reprendre un trajet normal. L'arrêt Rue du Lac apparaît.
- La ligne 1A, allant à présent de Malo Terminus jusque Russel 1er Mai, dessert la même partie que la ligne 1 jusque Villette pour en ensuite desservir ZAC du Banc Vert, Renault, Rue du Banc Vert, Bastille; Pitillion, J. Zay, Nancy, Av. Desmidt et reprend un trajet normal. Après Artois, il dessert L.E.P. Courghain, Maison Communale; Lycée Noordover, Porte du Soleil et Bd. des Fédérés.
- La ligne 2, allant à présent de Leffrinckoucke jusque Grande-Synthe Place du Courghain, suit son itinéraire normal jusque St Jacques pour ensuite desservir Garnaerstraete.
- La ligne 3 dessert le nouvel arrêt Utrillo.
- La ligne 3ACV, voit son itinéraire modifié en gardant son itinéraire classique jusque Steendam pour ensuite desservir Ledru Rollin, Berry, Weill, Boernhol, Tennis, Hameau du Boernhol, Sept Planètes et reprendre son itinéraire classique jusqu'au terminus Bois des Forts.
- La ligne 4 est prolongé au-delà de Royer et Pompiers en y intégrant la ligne 6 mais est modifié entre Corderies et Chapeau en desservant Walcker, Peupliers, Hoche, C.E.S. Hoche, Rue de Lille, Degroote et Pt Coquelle. De plus, une liaison irrégulière vers Uxem apparait.
- La ligne 4A est totalement modifié en raison de sa fusion avec la ligne 6A. Elle va, comme la ligne principale, de Cachin à Téteghem mais, entre Royer et Pompiers et Chapeau Rouge, dessert Stade, Carnot, Hôpital, Churchill, Résistance et Église. De plus, une liaison irrégulière vers Uxem apparait.

La ligne 9 est créée comme une ligne dite de rocade. Elle va de Lycée Angellier jusque Auchan en desservant Parc des Sports, Britania, Choiseul, Av. de la Mer, Clinique Villette, Turenne, Europe; Churchill, Hôpital, Pont Neuf, Rue de Lille, C.E.S. Hoche, Capucines, Lycée Technique, Ste Germaine, Arago, Moulin, Delory, Pl. République, Pasteur, Mairie Annexe, Leclerc, Jeu de Mail, Carré de la Vieille, Scieries, Renault, Rue du Banc Vert, St Antoine, Pont Ghesquière, Mairie St-Pol, Foch, E. Flamand, Cimetière, Bayard, Cygnes, Égalité, Lapin Blanc, Progrès, Triangle, Amirauté, Moulin, C.E.S. J. Verne, S. Allende, L.E.P. Courghain, Lycée Noordover, École Moulin Sud, Porte du Soleil, Bd. des Fédérés, Russel 1er Mai, Fleming, Rue du Lac, Polyclinique et Jardin Public. Une liaison irrégulière vers Usinor Mardyck existe aussi.
La ligne 6 et son indice 6A disparait.

### En 1992
La Navette Plage est créée entre Dunkerque Gare et Malo Plage.

## Réseau au 30 décembre 1997
Le réseau est composé, au 30 décembre 1997, de dix lignes principales, de cinq indices de lignes, d'une navette et des services spéciaux (Illico : Étoile, Handibus et Noctibus).

### Lignes classiques
| Ligne | Caractéristiques | Caractéristiques                                                         | Caractéristiques                                                         | Caractéristiques                                                         | Caractéristiques                                                         | Caractéristiques                                                         | Caractéristiques                                                         | Caractéristiques                                                         | Caractéristiques                                                         |
| 1     | Avenue du Large ⥋ Russel | Avenue du Large ⥋ Russel                                                 | Avenue du Large ⥋ Russel                                                 | Avenue du Large ⥋ Russel                                                 | Avenue du Large ⥋ Russel                                                 | Avenue du Large ⥋ Russel                                                 | Avenue du Large ⥋ Russel                                                 | Avenue du Large ⥋ Russel                                                 | Avenue du Large ⥋ Russel                                                 |
| ----- | --- | ------------------------------------------------------------------------ | ------------------------------------------------------------------------ | ------------------------------------------------------------------------ | ------------------------------------------------------------------------ | ------------------------------------------------------------------------ | ------------------------------------------------------------------------ | ------------------------------------------------------------------------ | ------------------------------------------------------------------------ |
| 1     | Ouverture / Fermeture 1952 / 30 décembre 1997 | Longueur —                                                               | Durée —                                                                  | Nb. d’arrêts —                                                           | Matériel —                                                               | Jours de fonctionnement L, Ma, Me, J, V, S, D                            | Jour / Soir / Nuit / Fêtes O / O / — / O                                 | Voy. / an —                                                              | Exploitant STDE                                                          |
| 1     | Desserte : - Communes : Rosendaël – Dunkerque – Saint-Pol-sur-Mer - Grande-Synthe - Arrêts desservis : Avenue du Large, Leffrinckoucke Gare, Salengro, Verdun, Lieutenant, Tente Verte, Canis, Alsace, Eglise Bonpain, Résistance, Churchill, Hôpital, Carton Lurat, Stade, Pompiers, Royer, Jean Bart, République,Gare, 11 Novembre, Sécurité Sociale, Trystram, La Villette, Avenue de la Cité, Saint-Antoine, Louis XIV, Pont Ghesquière, Rue Deschamps, Concorde, Avenue Desmidt, Peres, Saint-Nicolas, Artois, Kellerman, Sand, Allende, Papin, Daudet, Saint-Jacques, Chopin, Caisse d'Epargne, Jardin Public, Polyclinique, Rue du Lac, Fleming, Russel. |                                                                          |                                                                          |                                                                          |                                                                          |                                                                          |                                                                          |                                                                          |                                                                          |
| 1     | Autre : |                                                                          |                                                                          |                                                                          |                                                                          |                                                                          |                                                                          |                                                                          |                                                                          |
| 1     | Dernière actualisation : — |                                                                          |                                                                          |                                                                          |                                                                          |                                                                          |                                                                          |                                                                          |                                                                          |
| 1A    | Avenue du Large ⥋ Russel | Avenue du Large ⥋ Russel                                                 | Avenue du Large ⥋ Russel                                                 | Avenue du Large ⥋ Russel                                                 | Avenue du Large ⥋ Russel                                                 | Avenue du Large ⥋ Russel                                                 | Avenue du Large ⥋ Russel                                                 | Avenue du Large ⥋ Russel                                                 | Avenue du Large ⥋ Russel                                                 |
| 1A    | Ouverture / Fermeture 1980 / 30 décembre 1997 | Longueur —                                                               | Durée —                                                                  | Nb. d’arrêts —                                                           | Matériel —                                                               | Jours de fonctionnement L, Ma, Me, J, V, S, D                            | Jour / Soir / Nuit / Fêtes O / O / — / O                                 | Voy. / an —                                                              | Exploitant STDE                                                          |
| 1A    | Desserte : - Communes : Rosendaël – Dunkerque – Saint-Pol-sur-Mer – Petite-Synthe - Grande-Synthe - Arrêts desservis : Avenue du Large, Leffrinckoucke Gare, Salengro, Verdun, Lieutenant, Tente Verte, Canis, Alsace, Eglise Bonpain, Resistance, Churchill, Hôpital, Carton Lurat, Stade, Pompiers, Royer, Jean Bart, République, Gare, 11 Novembre, Sécurité Sociale, Trystram, La Villette, ZAC du Banc Vert, Renault-Cahors, Rue du Banc Vert, Bastille, Pitilion, Jean Zay, Nancy, Avenue Desmidt, Peres, Saint-Nicolas, Artois, LEP Courghain, Maison Communale, Noordover, Porte du Soleil, Boulevard des Fédérés, Russel. |                                                                          |                                                                          |                                                                          |                                                                          |                                                                          |                                                                          |                                                                          |                                                                          |
| 1A    | Autre : |                                                                          |                                                                          |                                                                          |                                                                          |                                                                          |                                                                          |                                                                          |                                                                          |
| 1A    | Dernière actualisation : — |                                                                          |                                                                          |                                                                          |                                                                          |                                                                          |                                                                          |                                                                          |                                                                          |
| 2     | Leffrinckoucke Poste / Bray-Dunes Plage / Frontière ⥋ Place du Courghain | Leffrinckoucke Poste / Bray-Dunes Plage / Frontière ⥋ Place du Courghain | Leffrinckoucke Poste / Bray-Dunes Plage / Frontière ⥋ Place du Courghain | Leffrinckoucke Poste / Bray-Dunes Plage / Frontière ⥋ Place du Courghain | Leffrinckoucke Poste / Bray-Dunes Plage / Frontière ⥋ Place du Courghain | Leffrinckoucke Poste / Bray-Dunes Plage / Frontière ⥋ Place du Courghain | Leffrinckoucke Poste / Bray-Dunes Plage / Frontière ⥋ Place du Courghain | Leffrinckoucke Poste / Bray-Dunes Plage / Frontière ⥋ Place du Courghain | Leffrinckoucke Poste / Bray-Dunes Plage / Frontière ⥋ Place du Courghain |
| 2     | Ouverture / Fermeture 1952 / 30 décembre 1997 | Longueur —                                                               | Durée —                                                                  | Nb. d’arrêts —                                                           | Matériel —                                                               | Jours de fonctionnement L, Ma, Me, J, V, S, D                            | Jour / Soir / Nuit / Fêtes O / O / — / O                                 | Voy. / an —                                                              | Exploitant STDE                                                          |
| 2     | Desserte : - Communes : Malo-les-Bains – Dunkerque – Saint-Pol-sur-Mer - Grande-Synthe - Arrêts desservis : Leffrinckoucke Poste, Schweitzer, Avenue du Large, Manet, CES Gaspard Malo, Laennec, Lycée Angellier, Margate, Reynaert, Avenue de la Mer, Voltaire, Europe, Grévy, Glacis, Victoire, Hôtel de Ville, Jean Bart, République, Gare, 11 Novembre, Sécurité Sociale, Trystram, Faidherbe, Ployard, Saint-Pol Eglise, Saint-Pol Mairie, Flamand, Aurore, Hirondelles, Cassel, Picardie, Sand, Allende, Papin, Daudet, Saint-Jacques, Place du Courghain. |                                                                          |                                                                          |                                                                          |                                                                          |                                                                          |                                                                          |                                                                          |                                                                          |
| 2     | Autre : |                                                                          |                                                                          |                                                                          |                                                                          |                                                                          |                                                                          |                                                                          |                                                                          |
| 2     | Dernière actualisation : — |                                                                          |                                                                          |                                                                          |                                                                          |                                                                          |                                                                          |                                                                          |                                                                          |
| 2A    | Leffrickoucke Poste / Bray-Dunes Plage / Frontière ⥋ Sollac | Leffrickoucke Poste / Bray-Dunes Plage / Frontière ⥋ Sollac              | Leffrickoucke Poste / Bray-Dunes Plage / Frontière ⥋ Sollac              | Leffrickoucke Poste / Bray-Dunes Plage / Frontière ⥋ Sollac              | Leffrickoucke Poste / Bray-Dunes Plage / Frontière ⥋ Sollac              | Leffrickoucke Poste / Bray-Dunes Plage / Frontière ⥋ Sollac              | Leffrickoucke Poste / Bray-Dunes Plage / Frontière ⥋ Sollac              | Leffrickoucke Poste / Bray-Dunes Plage / Frontière ⥋ Sollac              | Leffrickoucke Poste / Bray-Dunes Plage / Frontière ⥋ Sollac              |
| 2A    | Ouverture / Fermeture 1er juillet 1976 / 30 décembre 1997 | Longueur —                                                               | Durée —                                                                  | Nb. d’arrêts —                                                           | Matériel —                                                               | Jours de fonctionnement L, Ma, Me, J, V, S, D                            | Jour / Soir / Nuit / Fêtes O / O / — / O                                 | Voy. / an —                                                              | Exploitant STDE                                                          |
| 2A    | Desserte : - Communes : Malo-les-Bains – Dunkerque – Saint-Pol-sur-Mer – Fort-Mardyck – Mardyck - Arrêts desservis : Parc du Vent, Collège Gaspard Malo, Lycée Angellier, Cimetière de Malo-les-Bains, Parc Ziegler, Collège Arthur Van Hecke, Chapelle Notre-Dame des Dunes, Colonne de la Victoire, Maison d'Arrêt de Dunkerque, Tour du Leughenaer, Hôtel de Ville de Dunkerque, Hôtel de Police, Port de Plaisance, Communauté Urbaine de Dunkerque (C.U.D.), Pôle Marine, Centre Commercial Marine, Gare de Dunkerque, CPAM des Flandres, Lycée Guynemer, Église de Saint-Pol-sur-Mer, Mairie de Saint-Pol-sur-Mer, Cimetière de Saint-Pol-sur-Mer, Collège Jean Deconinck, Parc Jacobsen, Mairie de Fort-Mardyck, Arcelor Mittal Dunkerque, Port autonome de Dunkerque (P.A.D.), Raffineries de Dunkerque, Industries portuaires, Mairie de Mardyck, Polimeri Europa. |                                                                          |                                                                          |                                                                          |                                                                          |                                                                          |                                                                          |                                                                          |                                                                          |
| 2A    | Autre : |                                                                          |                                                                          |                                                                          |                                                                          |                                                                          |                                                                          |                                                                          |                                                                          |
| 2A    | Dernière actualisation : — |                                                                          |                                                                          |                                                                          |                                                                          |                                                                          |                                                                          |                                                                          |                                                                          |
| 2AM   | Les Dunes ⥋ Copenor | Les Dunes ⥋ Copenor                                                      | Les Dunes ⥋ Copenor                                                      | Les Dunes ⥋ Copenor                                                      | Les Dunes ⥋ Copenor                                                      | Les Dunes ⥋ Copenor                                                      | Les Dunes ⥋ Copenor                                                      | Les Dunes ⥋ Copenor                                                      | Les Dunes ⥋ Copenor                                                      |
| 2AM   | Ouverture / Fermeture 1980 / 30 décembre 1997 | Longueur —                                                               | Durée —                                                                  | Nb. d’arrêts —                                                           | Matériel —                                                               | Jours de fonctionnement L, Ma, Me, J, V, S, D                            | Jour / Soir / Nuit / Fêtes O / N / — / N                                 | Voy. / an —                                                              | Exploitant STDE                                                          |
| 2AM   | Desserte : - Communes : Leffrinckoucke – Malo-les-Bains – Dunkerque – Saint-Pol-sur-Mer - Fort-Mardyck - Mardyck - Arrêts desservis : Les Dunes, 12e D.I.M., 1er Mai, Mairie-Passerelle, Leffrinckoucke Gare, Avenue du Large, Manet, Gaspard Malo, Laennec, Angellier, Margate, Reynaert, Avenue de la Mer, Voltaire, Europe, Grévy, Glacis, Victoire, Hôtel de Ville, Place Jean Bart, République, Gare, 11 Novembre, Sécurité Sociale, Trystram, Faidherbe, Ployard, St-Pol Eglise, St-Pol Mairie, Flamand, St-Pol Cimetière, Bayard, Egalité, Lapin Blanc, Progrès, Picardie, Sand, Allende, Papin, Palais du Littoral, Sollac, Gare Routière Sollac, Air Liquide, Raffinerie CFR, Appont Pétrolier, Lafarge, C.M.P. Stocknord, Place du Village, Rue du Nord, Copenor. |                                                                          |                                                                          |                                                                          |                                                                          |                                                                          |                                                                          |                                                                          |                                                                          |
| 2AM   | Autre : 3 aller-retours par jour. |                                                                          |                                                                          |                                                                          |                                                                          |                                                                          |                                                                          |                                                                          |                                                                          |
| 2AM   | Dernière actualisation : — |                                                                          |                                                                          |                                                                          |                                                                          |                                                                          |                                                                          |                                                                          |                                                                          |
| 2B    | Bray-Dunes Plage / Frontière ⥋ Place du Courghain / Sollac | Bray-Dunes Plage / Frontière ⥋ Place du Courghain / Sollac               | Bray-Dunes Plage / Frontière ⥋ Place du Courghain / Sollac               | Bray-Dunes Plage / Frontière ⥋ Place du Courghain / Sollac               | Bray-Dunes Plage / Frontière ⥋ Place du Courghain / Sollac               | Bray-Dunes Plage / Frontière ⥋ Place du Courghain / Sollac               | Bray-Dunes Plage / Frontière ⥋ Place du Courghain / Sollac               | Bray-Dunes Plage / Frontière ⥋ Place du Courghain / Sollac               | Bray-Dunes Plage / Frontière ⥋ Place du Courghain / Sollac               |
| 2B    | Ouverture / Fermeture 1er juillet 1976 / 30 décembre 1997 | Longueur 32,5 km                                                         | Durée 60-70 min                                                          | Nb. d’arrêts 65                                                          | Matériel —                                                               | Jours de fonctionnement L, Ma, Me, J, V, S, D                            | Jour / Soir / Nuit / Fêtes O / O / — / O                                 | Voy. / an —                                                              | Exploitant STDE                                                          |
| 2B    | Desserte : - Communes : La Panne – Bray-Dunes – Zuydcoote – Leffrinckoucke – Malo-les-Bains – Dunkerque – Saint-Pol-sur-Mer – Grande-Synthe - Fort-Mardyck - Principaux lieux desservis : Gare de La Panne, Plopsaland, Église de Bray-Dunes, Mairie de Bray-Dunes, Médiathèque de Bray-Dunes, Fa-mi-la (cinéma), Mairie de Zuydcoote, Hôpital Maritime Vancauwenberghe, Ferme Nord, Usine des Dunes Ascométal, Fort des Dunes, Mairie de Leffrinckoucke,Parc du Vent, Collège Gaspard Malo, Lycée Angellier, Cimetière de Malo-les-Bains, Parc Ziegler, Collège Arthur Van Hecke, Chapelle Notre-Dame des Dunes, Colonne de la Victoire, Maison d'Arrêt de Dunkerque, Tour du Leughenaer, Hôtel de Ville de Dunkerque, Hôtel de Police, Port de Plaisance, Communauté Urbaine de Dunkerque (C.U.D.), Pôle Marine, Centre Commercial Marine, Gare de Dunkerque, CPAM des Flandres, Lycée Guynemer, Église de Saint-Pol-sur-Mer, Mairie de Saint-Pol-sur-Mer, Cimetière de Saint-Pol-sur-Mer, Collège Jean Deconinck, Parc Jacobsen, Mairie de Fort-Mardyck, Arcelor Mittal Dunkerque, Mairie de Grande-Synthe, Polyclinique de Grande-Synthe, Jardin Public de Grande-Synthe. - Arrêts non accessibles aux personnes à mobilité réduite : Gare d'Adinkerque, Duinhoek, Tropiflora, Bray-Dunes Mairie, Bray-Dunes Poste (direction Gare d'Adinkerque), Premier Mai, Mairie - Passerelle, Avenue du Large (direction Gare d'Adinkerque), Gare, Sécurité Sociale, Trystram (direction Jardin Public/Arcelor), Garnaerstraete, Jardin Public, Progrès (direction Gare d'Adinkerque), Triangle (direction Arcelor), Contour d'Aval, Arcelor. |                                                                          |                                                                          |                                                                          |                                                                          |                                                                          |                                                                          |                                                                          |                                                                          |
| 2B    | Autre : |                                                                          |                                                                          |                                                                          |                                                                          |                                                                          |                                                                          |                                                                          |                                                                          |
| 2B    | Dernière actualisation : — |                                                                          |                                                                          |                                                                          |                                                                          |                                                                          |                                                                          |                                                                          |                                                                          |
| 3     | Camping ⥋ Steendam / Utrillo | Camping ⥋ Steendam / Utrillo                                             | Camping ⥋ Steendam / Utrillo                                             | Camping ⥋ Steendam / Utrillo                                             | Camping ⥋ Steendam / Utrillo                                             | Camping ⥋ Steendam / Utrillo                                             | Camping ⥋ Steendam / Utrillo                                             | Camping ⥋ Steendam / Utrillo                                             | Camping ⥋ Steendam / Utrillo                                             |
| 3     | Ouverture / Fermeture 1952 / 30 décembre 1997 | Longueur —                                                               | Durée —                                                                  | Nb. d’arrêts —                                                           | Matériel —                                                               | Jours de fonctionnement L, Ma, Me, J, V, S, D                            | Jour / Soir / Nuit / Fêtes O / O / — / O                                 | Voy. / an —                                                              | Exploitant STDE                                                          |
| 3     | Desserte : - Communes : Malo-les-Bains – Dunkerque - Coudekerque-Branche - Principaux lieux desservis : Plage de Leffrinckoucke, Parc du Vent, Collège Gaspard Malo, Camping de la Licorne, Complexe Sportif de la Licorne, Centre Commercial du Méridien, Place Turenne, Église Notre-Dame du Sacré-Cœur de Malo-les-Bains, Parc Malo, Kursaal - Palais des Congrès, Casino de Dunkerque, Plage de Malo-les-Bains, Piscine Paul Asseman, Patinoire de Dunkerque, Collège Fénelon, Église Saint-Jean-Baptiste, Collège Arthur Van Hecke, Colonne de la Victoire, Chapelle Notre-Dame des Dunes, Tour du Leughenaer, Port de Plaisance, Hôtel de Ville de Dunkerque, Église Saint-Éloi, Beffroi de Dunkerque, Place Jean Bart, Centre Commercial Marine, Centre-ville de Dunkerque, Gare de Dunkerque, CAF du Nord, Église Saint-Martin, Direction Régionale des Douanes, Stade du Fort Louis, Mairie de Coudekerque-Branche, Espace Jean Vilar, Centre Commercial Cora, Collège Boris Vian. |                                                                          |                                                                          |                                                                          |                                                                          |                                                                          |                                                                          |                                                                          |                                                                          |
| 3     | Autre : |                                                                          |                                                                          |                                                                          |                                                                          |                                                                          |                                                                          |                                                                          |                                                                          |
| 3     | Dernière actualisation : — |                                                                          |                                                                          |                                                                          |                                                                          |                                                                          |                                                                          |                                                                          |                                                                          |
| 3A    | Leffrinckoucke Plage ⥋ Steendam / Utrillo | Leffrinckoucke Plage ⥋ Steendam / Utrillo                                | Leffrinckoucke Plage ⥋ Steendam / Utrillo                                | Leffrinckoucke Plage ⥋ Steendam / Utrillo                                | Leffrinckoucke Plage ⥋ Steendam / Utrillo                                | Leffrinckoucke Plage ⥋ Steendam / Utrillo                                | Leffrinckoucke Plage ⥋ Steendam / Utrillo                                | Leffrinckoucke Plage ⥋ Steendam / Utrillo                                | Leffrinckoucke Plage ⥋ Steendam / Utrillo                                |
| 3A    | Ouverture / Fermeture 1er juillet 1976 / 30 décembre 1997 | Longueur —                                                               | Durée —                                                                  | Nb. d’arrêts —                                                           | Matériel —                                                               | Jours de fonctionnement L, Ma, Me, J, V, S, D                            | Jour / Soir / Nuit / Fêtes O / O / — / O                                 | Voy. / an —                                                              | Exploitant STDE                                                          |
| 3A    | Desserte : - Communes : Malo-les-Bains – Dunkerque – Coudekerque-Branche - Principaux lieux desservis : Plage de Leffrinckoucke, Parc du Vent, Collège Gaspard Malo, Camping de la Licorne, Complexe Sportif de la Licorne, Centre Commercial du Méridien, Place Turenne, Église Notre-Dame du Sacré-Cœur de Malo-les-Bains, Parc Malo, Kursaal - Palais des Congrès, Casino de Dunkerque, Plage de Malo-les-Bains, Piscine Paul Asseman, Patinoire de Dunkerque, Collège Fénelon, Église Saint-Jean-Baptiste, Collège Arthur Van Hecke, Colonne de la Victoire, Chapelle Notre-Dame des Dunes, Tour du Leughenaer, Port de Plaisance, Hôtel de Ville de Dunkerque, Église Saint-Éloi, Beffroi de Dunkerque, Place Jean Bart, Centre Commercial Marine, Centre-ville de Dunkerque, Gare de Dunkerque, CAF du Nord, Église Saint-Martin, Direction Régionale des Douanes, Stade du Fort Louis, Mairie de Coudekerque-Branche, Espace Jean Vilar, Centre Commercial Cora, Stade Auguste Delaune, Parc d'agglomération du Fort Louis, Clinique des Flandres, Mairie de Coudekerque-Village, Bois des Forts. |                                                                          |                                                                          |                                                                          |                                                                          |                                                                          |                                                                          |                                                                          |                                                                          |
| 3A    | Autre : |                                                                          |                                                                          |                                                                          |                                                                          |                                                                          |                                                                          |                                                                          |                                                                          |
| 3A    | Dernière actualisation : — |                                                                          |                                                                          |                                                                          |                                                                          |                                                                          |                                                                          |                                                                          |                                                                          |
| 3ACV  | Place Jean Bart ⥋ Coudekerque Bois des Forts | Place Jean Bart ⥋ Coudekerque Bois des Forts                             | Place Jean Bart ⥋ Coudekerque Bois des Forts                             | Place Jean Bart ⥋ Coudekerque Bois des Forts                             | Place Jean Bart ⥋ Coudekerque Bois des Forts                             | Place Jean Bart ⥋ Coudekerque Bois des Forts                             | Place Jean Bart ⥋ Coudekerque Bois des Forts                             | Place Jean Bart ⥋ Coudekerque Bois des Forts                             | Place Jean Bart ⥋ Coudekerque Bois des Forts                             |
| 3ACV  | Ouverture / Fermeture 1980 / 30 décembre 1997 | Longueur —                                                               | Durée —                                                                  | Nb. d’arrêts —                                                           | Matériel Renault PR100 Renault R312                                      | Jours de fonctionnement L, Ma, Me, J, V, S, D                            | Jour / Soir / Nuit / Fêtes O / O / — / O                                 | Voy. / an —                                                              | Exploitant STDE                                                          |
| 3ACV  | Desserte : - Communes : Coudekerque-Village - Coudekerque-Branche – Dunkerque - Arrêts desservis : Place Jean Bart, République, Gare, Rue de Paris, Vauban, St-Chalres, Jaurès, Delory, Moulin, Arago, Ste-Germaine, Pont P. Bert, Walcker, Peupliers, Hoche, Capucines, Lycée F. Léger, Steendam, Ledru Rollin, Berry, Weill, Boernhol, Tennis, Hameau du Boernhol, Sept Planètes, Carrefour d'Uxem, Pont au Coq, Mairie, Bois des Forts |                                                                          |                                                                          |                                                                          |                                                                          |                                                                          |                                                                          |                                                                          |                                                                          |
| 3ACV  | Autre : |                                                                          |                                                                          |                                                                          |                                                                          |                                                                          |                                                                          |                                                                          |                                                                          |
| 3ACV  | Dernière actualisation : — |                                                                          |                                                                          |                                                                          |                                                                          |                                                                          |                                                                          |                                                                          |                                                                          |
| 4     | Croizat ⥋ Vandermeersch | Croizat ⥋ Vandermeersch                                                  | Croizat ⥋ Vandermeersch                                                  | Croizat ⥋ Vandermeersch                                                  | Croizat ⥋ Vandermeersch                                                  | Croizat ⥋ Vandermeersch                                                  | Croizat ⥋ Vandermeersch                                                  | Croizat ⥋ Vandermeersch                                                  | Croizat ⥋ Vandermeersch                                                  |
| 4     | Ouverture / Fermeture 1952 / 30 décembre 1997 | Longueur —                                                               | Durée —                                                                  | Nb. d’arrêts —                                                           | Matériel —                                                               | Jours de fonctionnement L, Ma, Me, J, V, S, D                            | Jour / Soir / Nuit / Fêtes O / O / — / O                                 | Voy. / an —                                                              | Exploitant STDE                                                          |
| 4     | Desserte : - Communes : Cappelle-la-Grande – Coudekerque-Branche – Dunkerque – Téteghem - Principaux lieux desservis : Mairie de Cappelle-la-Grande, Paroisse Saint-Joseph, Collège Maxence Van Der Meersch, Usine Lesieur, Mairie annexe de Coudekerque-Branche, Église du Sacré-Cœur, Quartier du Jeu de Mail, CPAM des Flandres, Gare de Dunkerque, Place Jean Bart, Centre Commercial Marine, Centre-ville, Institution Notre-Dame des Dunes, Les 4 écluses, Cimetière de Dunkerque, Collège du Westhoek, Z.A. des Cèdres, Mairie de Téteghem, Parc du Canal des Moëres, Mairie d'Uxem. |                                                                          |                                                                          |                                                                          |                                                                          |                                                                          |                                                                          |                                                                          |                                                                          |
| 4     | Autre : |                                                                          |                                                                          |                                                                          |                                                                          |                                                                          |                                                                          |                                                                          |                                                                          |
| 4     | Dernière actualisation : — |                                                                          |                                                                          |                                                                          |                                                                          |                                                                          |                                                                          |                                                                          |                                                                          |
| 4A    | Croizat ⥋ Téteghem Vandermeersch / Place d'Uxem | Croizat ⥋ Téteghem Vandermeersch / Place d'Uxem                          | Croizat ⥋ Téteghem Vandermeersch / Place d'Uxem                          | Croizat ⥋ Téteghem Vandermeersch / Place d'Uxem                          | Croizat ⥋ Téteghem Vandermeersch / Place d'Uxem                          | Croizat ⥋ Téteghem Vandermeersch / Place d'Uxem                          | Croizat ⥋ Téteghem Vandermeersch / Place d'Uxem                          | Croizat ⥋ Téteghem Vandermeersch / Place d'Uxem                          | Croizat ⥋ Téteghem Vandermeersch / Place d'Uxem                          |
| 4A    | Ouverture / Fermeture 1980 / 30 décembre 1997 | Longueur —                                                               | Durée —                                                                  | Nb. d’arrêts —                                                           | Matériel —                                                               | Jours de fonctionnement L, Ma, Me, J, V, S, D                            | Jour / Soir / Nuit / Fêtes O / O / — / O                                 | Voy. / an —                                                              | Exploitant STDE                                                          |
| 4A    | Desserte : - Communes : Cappelle-la-Grande – Coudekerque-Branche – Dunkerque - Rosendaël – Téteghem – Leffrinckoucke-Village - Uxem - Principaux lieux desservis : Mairie de Cappelle-la-Grande, Paroisse Saint-Joseph, Collège Maxence Van Der Meersch, Usine Lesieur, Mairie annexe de Coudekerque-Branche, Église du Sacré-Cœur, Quartier du Jeu de Mail, CPAM des Flandres, Gare de Dunkerque, Place Jean Bart, Centre Commercial Marine, Centre-ville, Institution Notre-Dame des Dunes, Stade Marcel Tribut, P+R Stade Tribut, Lycée Jean Bart, Centre Hospitalier de Dunkerque (C.H.D.), Mairie de Rosendaël, Collège Paul Machy, Z.A. des Cèdres, Mairie de Téteghem, Parc du Canal des Moëres, Mairie d'Uxem. |                                                                          |                                                                          |                                                                          |                                                                          |                                                                          |                                                                          |                                                                          |                                                                          |
| 4A    | Autre : |                                                                          |                                                                          |                                                                          |                                                                          |                                                                          |                                                                          |                                                                          |                                                                          |
| 4A    | Dernière actualisation : — |                                                                          |                                                                          |                                                                          |                                                                          |                                                                          |                                                                          |                                                                          |                                                                          |
| 5     | Flamand ⥋ Steendam | Flamand ⥋ Steendam                                                       | Flamand ⥋ Steendam                                                       | Flamand ⥋ Steendam                                                       | Flamand ⥋ Steendam                                                       | Flamand ⥋ Steendam                                                       | Flamand ⥋ Steendam                                                       | Flamand ⥋ Steendam                                                       | Flamand ⥋ Steendam                                                       |
| 5     | Ouverture / Fermeture 1er juillet 1976 / 30 décembre 1997 | Longueur —                                                               | Durée —                                                                  | Nb. d’arrêts —                                                           | Matériel —                                                               | Jours de fonctionnement L, Ma, Me, J, V, S, D                            | Jour / Soir / Nuit / Fêtes O / O / — / O                                 | Voy. / an —                                                              | Exploitant STDE                                                          |
| 5     | Desserte : - Communes : Saint-Pol-sur-Mer, Dunkerque, Coudekerque-Branche - Arrêts desservis : Liberté, Blonde, Espérance, Pierre Curie, Romain Rolland, Dolet, Ferrer, Pranard, Sécurité Sociale, 11 Novembre (sens Steendam), Gare, République, Jean Bart, Royer, Quatre Ecluses, Gutenberg, Ste Germaine, Pont P. Bert, Walcker, Peupliers, Hoche, Capucines, Lycée F. Léger, Steendam. |                                                                          |                                                                          |                                                                          |                                                                          |                                                                          |                                                                          |                                                                          |                                                                          |
| 5     | Autre : |                                                                          |                                                                          |                                                                          |                                                                          |                                                                          |                                                                          |                                                                          |                                                                          |
| 5     | Dernière actualisation : — |                                                                          |                                                                          |                                                                          |                                                                          |                                                                          |                                                                          |                                                                          |                                                                          |
| 6     | Jean Bart ⥋ Grand Large | Jean Bart ⥋ Grand Large                                                  | Jean Bart ⥋ Grand Large                                                  | Jean Bart ⥋ Grand Large                                                  | Jean Bart ⥋ Grand Large                                                  | Jean Bart ⥋ Grand Large                                                  | Jean Bart ⥋ Grand Large                                                  | Jean Bart ⥋ Grand Large                                                  | Jean Bart ⥋ Grand Large                                                  |
| 6     | Ouverture / Fermeture — / 30 décembre 1997 | Longueur 4,5 km                                                          | Durée 15 min                                                             | Nb. d’arrêts 9                                                           | Matériel —                                                               | Jours de fonctionnement L, Ma, Me, J, V, S                               | Jour / Soir / Nuit / Fêtes O / O / N / O                                 | Voy. / an —                                                              | Exploitant STDE                                                          |
| 6     | Desserte : - Communes : Dunkerque - Arrêts desservis : Jean Bart, Lamartine (vers Jean Bart uniquement), Hôtel CUD, Parking Freycinet 2, Université, L'Hermitte, Texel, Lycée Debeyre, Grand Large. |                                                                          |                                                                          |                                                                          |                                                                          |                                                                          |                                                                          |                                                                          |                                                                          |
| 6     | Autre : Passage en moyenne toutes les 25 minutes du lundi au samedi. Aucun service le dimanche. |                                                                          |                                                                          |                                                                          |                                                                          |                                                                          |                                                                          |                                                                          |                                                                          |
| 6     | Dernière actualisation : — |                                                                          |                                                                          |                                                                          |                                                                          |                                                                          |                                                                          |                                                                          |                                                                          |
| 7     | Port Ouest Ferry ⥋ Coudekerque-Branche Sept Planètes | Port Ouest Ferry ⥋ Coudekerque-Branche Sept Planètes                     | Port Ouest Ferry ⥋ Coudekerque-Branche Sept Planètes                     | Port Ouest Ferry ⥋ Coudekerque-Branche Sept Planètes                     | Port Ouest Ferry ⥋ Coudekerque-Branche Sept Planètes                     | Port Ouest Ferry ⥋ Coudekerque-Branche Sept Planètes                     | Port Ouest Ferry ⥋ Coudekerque-Branche Sept Planètes                     | Port Ouest Ferry ⥋ Coudekerque-Branche Sept Planètes                     | Port Ouest Ferry ⥋ Coudekerque-Branche Sept Planètes                     |
| 7     | Ouverture / Fermeture 1980 / 30 décembre 1997 | Longueur —                                                               | Durée —                                                                  | Nb. d’arrêts —                                                           | Matériel —                                                               | Jours de fonctionnement L, Ma, Me, J, V, S, D                            | Jour / Soir / Nuit / Fêtes O / O / — / O                                 | Voy. / an —                                                              | Exploitant STDE                                                          |
| 7     | Desserte : - Communes : Loon-Plage – Mardyck – Grande-Synthe – Fort-Mardyck – Dunkerque – Coudekerque-Branche - Arrêts desservis : Port Ouest Ferry, Copenor, Rue du Nord, Place du Village, Raffinerie C.F.R., Port Fluvial, Puythouck, Auchan, Palais du Littoral, CES J. Verne, Progrès, Raffinerie B.P., Infirmerie, B.C.M.O., Samaritaine, Gare. |                                                                          |                                                                          |                                                                          |                                                                          |                                                                          |                                                                          |                                                                          |                                                                          |
| 7     | Autre : |                                                                          |                                                                          |                                                                          |                                                                          |                                                                          |                                                                          |                                                                          |                                                                          |
| 7     | Dernière actualisation : — |                                                                          |                                                                          |                                                                          |                                                                          |                                                                          |                                                                          |                                                                          |                                                                          |
| 8     | République ⥋ Zone Industrielle | République ⥋ Zone Industrielle                                           | République ⥋ Zone Industrielle                                           | République ⥋ Zone Industrielle                                           | République ⥋ Zone Industrielle                                           | République ⥋ Zone Industrielle                                           | République ⥋ Zone Industrielle                                           | République ⥋ Zone Industrielle                                           | République ⥋ Zone Industrielle                                           |
| 8     | Ouverture / Fermeture 1980 / 30 décembre 1997 | Longueur —                                                               | Durée —                                                                  | Nb. d’arrêts —                                                           | Matériel —                                                               | Jours de fonctionnement L, Ma, Me, J, V, S, D                            | Jour / Soir / Nuit / Fêtes O / O / N / O                                 | Voy. / an —                                                              | Exploitant STDE                                                          |
| 8     | Desserte : - Communes : Malo-les-Bains – Dunkerque – Saint-Pol-sur-Mer – Petite-Synthe - Arrêts desservis : République, Gare, 11 Novembre (sens République), Sécurité Sociale, Trystram, Faidherbe, Ployard, Av. de la Cité, St Antoine, Louis XIV, Bastille, Pont Loby, Zone Industrielle, Meunynck, A.F.P.A, Av. de la Gironde, Carrel, I.M.E.D., Bienfaisance, Bichat, Strasbourg, Nancy, Jean Zay, Pitilion. |                                                                          |                                                                          |                                                                          |                                                                          |                                                                          |                                                                          |                                                                          |                                                                          |
| 8     | Autre : |                                                                          |                                                                          |                                                                          |                                                                          |                                                                          |                                                                          |                                                                          |                                                                          |
| 8     | Dernière actualisation : — |                                                                          |                                                                          |                                                                          |                                                                          |                                                                          |                                                                          |                                                                          |                                                                          |
| 8A    | République ⥋ Grand Millebrugghe | République ⥋ Grand Millebrugghe                                          | République ⥋ Grand Millebrugghe                                          | République ⥋ Grand Millebrugghe                                          | République ⥋ Grand Millebrugghe                                          | République ⥋ Grand Millebrugghe                                          | République ⥋ Grand Millebrugghe                                          | République ⥋ Grand Millebrugghe                                          | République ⥋ Grand Millebrugghe                                          |
| 8A    | Ouverture / Fermeture 1980 / 30 décembre 1997 | Longueur —                                                               | Durée —                                                                  | Nb. d’arrêts —                                                           | Matériel —                                                               | Jours de fonctionnement L, Ma, Me, J, V, S                               | Jour / Soir / Nuit / Fêtes O / O / N / N                                 | Voy. / an —                                                              | Exploitant STDE                                                          |
| 8A    | Desserte : - Communes : Malo-les-Bains – Dunkerque – Saint-Pol-sur-Mer – Petite-Synthe – Grande-Synthe - Arrêts desservis : République, Gare, 11 Novembre (sens République), Sécurité Sociale, Trystram, Faidherbe, Ployard, Av. de la Cité, St Antoine, Louis XIV, Bastille, Pont Loby, Zone Industrielle, Meunynck, A.F.P.A, Av. de la Gironde, Carrel, I.M.E.D., Bienfaisance, Bichat, Strasbourg, Nancy, Jean Zay, Pitilion, Le Lac, Sablière, Armbouts-Cappel, Grand Millebrugge. |                                                                          |                                                                          |                                                                          |                                                                          |                                                                          |                                                                          |                                                                          |                                                                          |
| 8A    | Autre : |                                                                          |                                                                          |                                                                          |                                                                          |                                                                          |                                                                          |                                                                          |                                                                          |
| 8A    | Dernière actualisation : — |                                                                          |                                                                          |                                                                          |                                                                          |                                                                          |                                                                          |                                                                          |                                                                          |
| 9     | Lycée Angellier ⥋ Puythouck Auchan / Sollac Mardyck | Lycée Angellier ⥋ Puythouck Auchan / Sollac Mardyck                      | Lycée Angellier ⥋ Puythouck Auchan / Sollac Mardyck                      | Lycée Angellier ⥋ Puythouck Auchan / Sollac Mardyck                      | Lycée Angellier ⥋ Puythouck Auchan / Sollac Mardyck                      | Lycée Angellier ⥋ Puythouck Auchan / Sollac Mardyck                      | Lycée Angellier ⥋ Puythouck Auchan / Sollac Mardyck                      | Lycée Angellier ⥋ Puythouck Auchan / Sollac Mardyck                      | Lycée Angellier ⥋ Puythouck Auchan / Sollac Mardyck                      |
| 9     | Ouverture / Fermeture 1982 / 30 décembre 1997 | Longueur —                                                               | Durée —                                                                  | Nb. d’arrêts —                                                           | Matériel —                                                               | Jours de fonctionnement L, Ma, Me, J, V, S, D                            | Jour / Soir / Nuit / Fêtes O / O / N / O                                 | Voy. / an —                                                              | Exploitant STDE                                                          |
| 9     | Desserte : - Communes : Malo-les-Bains – Rosendaël – Coudekerque-Branche - Dunkerque - Petite-Synthe - Saint-Pol-sur-Mer – Fort-Mardyck - Grande-Synthe - Arrêts desservis : Lycée Angellier, Parc des Sports, Britania, Choiseul, Av. Mer - Av. Kléber, Av Kléber, Turenne, Europe, Churchill, Hôpital, Pont Neuf, Rue de Lille, CES du Westhoek, Hoche, Capucines, Lycée F. Léger, Ste Germaine, Arago, Moulin, Delory, Pl. République, Pasteur, Mairie Annexe (sens Lycée Angellier), Leclerc, Jeu de Mail, Carré de la Vieille, Scieries, Renault, Renault-Cahors, Rue du Banc Vert, St Antoine, Pont Ghesquière, St Pol Mairie, Flamand, St Pol Cimetière, Bayard, Egalité, Lapin Blanc, Progrès, Triangle, Amirauté, Rue du Moulin, CES J. Verne, Allende, LEP Courghain, Maison Communale, Noordover, Porte du Soleil, Bd. des Fédérés, Russel, Fleming, Rue du Lac, Polyclinique, Jardin Public, Auchan, Puythouck Auchan, Sollac Mardyck. |                                                                          |                                                                          |                                                                          |                                                                          |                                                                          |                                                                          |                                                                          |                                                                          |
| 9     | Autre : |                                                                          |                                                                          |                                                                          |                                                                          |                                                                          |                                                                          |                                                                          |                                                                          |
| 9     | Dernière actualisation : — |                                                                          |                                                                          |                                                                          |                                                                          |                                                                          |                                                                          |                                                                          |                                                                          |

## Anciennes lignes du réseau
| Ligne | Caractéristiques | Caractéristiques                   | Caractéristiques                   | Caractéristiques                   | Caractéristiques                   | Caractéristiques                              | Caractéristiques                         | Caractéristiques                   | Caractéristiques                   |
| 5A    | Liberté ⥋ Mairie | Liberté ⥋ Mairie                   | Liberté ⥋ Mairie                   | Liberté ⥋ Mairie                   | Liberté ⥋ Mairie                   | Liberté ⥋ Mairie                              | Liberté ⥋ Mairie                         | Liberté ⥋ Mairie                   | Liberté ⥋ Mairie                   |
| ----- | --- | ---------------------------------- | ---------------------------------- | ---------------------------------- | ---------------------------------- | --------------------------------------------- | ---------------------------------------- | ---------------------------------- | ---------------------------------- |
| 5A    | Ouverture / Fermeture 1er juillet 1976 / 1980 | Longueur —                         | Durée —                            | Nb. d’arrêts —                     | Matériel —                         | Jours de fonctionnement L, Ma, Me, J, V, S, D | Jour / Soir / Nuit / Fêtes O / O / — / O | Voy. / an —                        | Exploitant STDE                    |
| 5A    | Desserte : - Communes : Saint-Pol-sur-Mer, Dunkerque, Coudekerque-Branche - Arrêts desservis : Liberté, Blonde, Espérance, P. Curie, R. Rolland, E. Dolet, Ferrer, Trystram, Pranard, Gare, République, Jean Bart, Royer, Quai Jardins, Corderies, Walcker, Peupliers, Hoche, Capucines, Lycée Technique, Lotissement Steendam, Ledru Rollin, Berry, Weill, Boernhol, République, Mairie, Gaz. |                                    |                                    |                                    |                                    |                                               |                                          |                                    |                                    |
| 5A    | Autre : |                                    |                                    |                                    |                                    |                                               |                                          |                                    |                                    |
| 5A    | Dernière actualisation : — |                                    |                                    |                                    |                                    |                                               |                                          |                                    |                                    |
| 6     | Téteghem Mairie ⥋ Gare | Téteghem Mairie ⥋ Gare             | Téteghem Mairie ⥋ Gare             | Téteghem Mairie ⥋ Gare             | Téteghem Mairie ⥋ Gare             | Téteghem Mairie ⥋ Gare                        | Téteghem Mairie ⥋ Gare                   | Téteghem Mairie ⥋ Gare             | Téteghem Mairie ⥋ Gare             |
| 6     | Ouverture / Fermeture 1er juillet 1976 / 1982 | Longueur —                         | Durée —                            | Nb. d’arrêts 14                    | Matériel —                         | Jours de fonctionnement L, Ma, Me, J, V, S, D | Jour / Soir / Nuit / Fêtes O / O / N / O | Voy. / an —                        | Exploitant STDE                    |
| 6     | Desserte : - Communes : Téteghem - Dunkerque - Arrêts desservis : Téteghem Mairie, Picasso, De Gaulle, Fleurs des Champs, Chapeau Rouge, Degroote, Pont Neuf, Corderies, Cimetière, Quai Jardins, Royer, Jean Bart, République, Gare |                                    |                                    |                                    |                                    |                                               |                                          |                                    |                                    |
| 6     | Autre : |                                    |                                    |                                    |                                    |                                               |                                          |                                    |                                    |
| 6     | Dernière actualisation : — |                                    |                                    |                                    |                                    |                                               |                                          |                                    |                                    |
| 6A    | Téteghem Mairie ⥋ Avenue de la Mer | Téteghem Mairie ⥋ Avenue de la Mer | Téteghem Mairie ⥋ Avenue de la Mer | Téteghem Mairie ⥋ Avenue de la Mer | Téteghem Mairie ⥋ Avenue de la Mer | Téteghem Mairie ⥋ Avenue de la Mer            | Téteghem Mairie ⥋ Avenue de la Mer       | Téteghem Mairie ⥋ Avenue de la Mer | Téteghem Mairie ⥋ Avenue de la Mer |
| 6A    | Ouverture / Fermeture 1er juillet 1976 / 1982 | Longueur —                         | Durée —                            | Nb. d’arrêts 9                     | Matériel —                         | Jours de fonctionnement L, Ma, Me, J, V, S, D | Jour / Soir / Nuit / Fêtes O / O / N / O | Voy. / an —                        | Exploitant STDE                    |
| 6A    | Desserte : - Communes : Téteghem - Dunkerque - Arrêts desservis : Téteghem Mairie, Picasso, De Gaulle, Fleurs des Champs, Chapeau Rouge, Belfort, Eglise, Résistance, Avenue de la Mer. |                                    |                                    |                                    |                                    |                                               |                                          |                                    |                                    |
| 6A    | Autre : |                                    |                                    |                                    |                                    |                                               |                                          |                                    |                                    |
| 6A    | Dernière actualisation : — |                                    |                                    |                                    |                                    |                                               |                                          |                                    |                                    |

## Exploitation

### Matériel roulant
| Bus et quantité                       | Dates de livraison    | Affectations                              | Numéros                           |
| ------------------------------------- | --------------------- | ----------------------------------------- | --------------------------------- |
| Standards (78)                        |                       |                                           |                                   |
| 1 Saviem SC10                         |                       |                                           | ?                                 |
| 46 Renault PR 100 ou Renault PR 100.2 |                       |                                           | 501-546                           |
| 41 Renault R312                       |                       | Toutes les lignes                         | 201-241                           |
| Articulé (28)                         |                       |                                           |                                   |
| 10 Renault PR 180                     |                       | 2 2A 2B ou Renforts scolaires             | 601-610                           |
| 14 Renault PR 180.2                   |                       | 2 2A 2B ou Renforts scolaires             | 611-624                           |
| 1 Renault PR 118                      |                       | 2 2A 2B ou Renforts scolaires             | 625                               |
| 3 Mercedes-Benz O 405GN               |                       | 2 2A 2B ou Renforts scolaires             | 701-703                           |
| Interurbain (16)                      |                       |                                           |                                   |
| 4 Irisbus Agora Line                  | 03/07/2001-20/01/2005 | A                                         | 01.101-01.103 et 04.107           |
| 2 Irisbus Citelis Line                | 29/12/2006-23/01/2007 | A                                         | 07.108 et 07.109                  |
| 2 Van Hool A320                       | 25/02/2003            | A                                         | 03.104 et 03.105                  |
| 2 Van Hool A320 C                     | 05/06/2001-10/12/2002 | A                                         | 01.9096 et 02.9114                |
| 1 Heuliez GX 317                      | 03/05/2001            | A                                         | 01.9073                           |
| 5 Irisbus Crossway LE                 | 12/12/2001-21/06/2012 | A                                         | 11.110-11.112 et 12.113 et 12.114 |
| Minibus (6)                           |                       |                                           |                                   |
| 6 Gruau Microbus                      | 27/10/2006-20/12/2011 | 21 Navette Malo-Plage                     | 51-56                             |
| 7 Dietrich Minibus                    | 26/06/2012-04/12/2014 | Navette Centre-ville ou Navette des Forts | 67-71 et 75-76                    |
| Autres véhicules (12)                 |                       |                                           |                                   |
| 6 Peugeot Boxer                       | 29/05/2000-09/04/2004 | Conducteurs                               | 41-42 et 63-66                    |
| 8 Renault Master                      | 13/06/2005-2017       | Handibus et Conducteurs                   | 43-45, 47-49 et 160-161           |

## Informations voyageurs

### Aux arrêts
Entre 1995 et 1998, les nouvelles bornes Urbanéo Ponant ont été installées sur le réseau. Ces poteaux d'arrêt étaient parfois équipés de SAIEV.

### Dans les autobus
Les autobus disposaient du schéma de la ligne en papier.

## Tarification et financements

### Tickets
| Tickets          | Tarifs | Description                                                                                      |
| ---------------- | ------ | ------------------------------------------------------------------------------------------------ |
| Ticket Unité     | 8 F    | Valable 1h à partir de l'émission, correspondances comprises.                                    |
| Ticket Journée   |        | Valable le jour de l'émission.                                                                   |
| Ticket Frontière |        | Valable pour un trajet entre la frontière et la gare d'Adinkerque, y compris avec un abonnement. |

### Tarification sociale
La tarification sociale s'applique suivant le quotient familial individuel/mois, pour pouvoir bénéficier, il faut une pièce d'identité, le justificatif du quotient familial et le justificatif de domicile.